# Region Północny Morza Czerwonego
Region Północny Morza Czerwonego (tigrinia: ዞባ ሰሜናዊ ቀይሕ ባሕሪ, arab. منطقة البحر الأحمر الشمال, Semien Kej Bahri) – jeden z 6 regionów administracyjnych Erytrei. Powierzchnia wynosi 27 800 km², a według szacunków na 2008 rok liczba mieszkańców wynosi ok. 717 tysięcy. Ośrodkiem administracyjnym jest miasto Massaua.